# 茨城県道156号亀作石名坂線

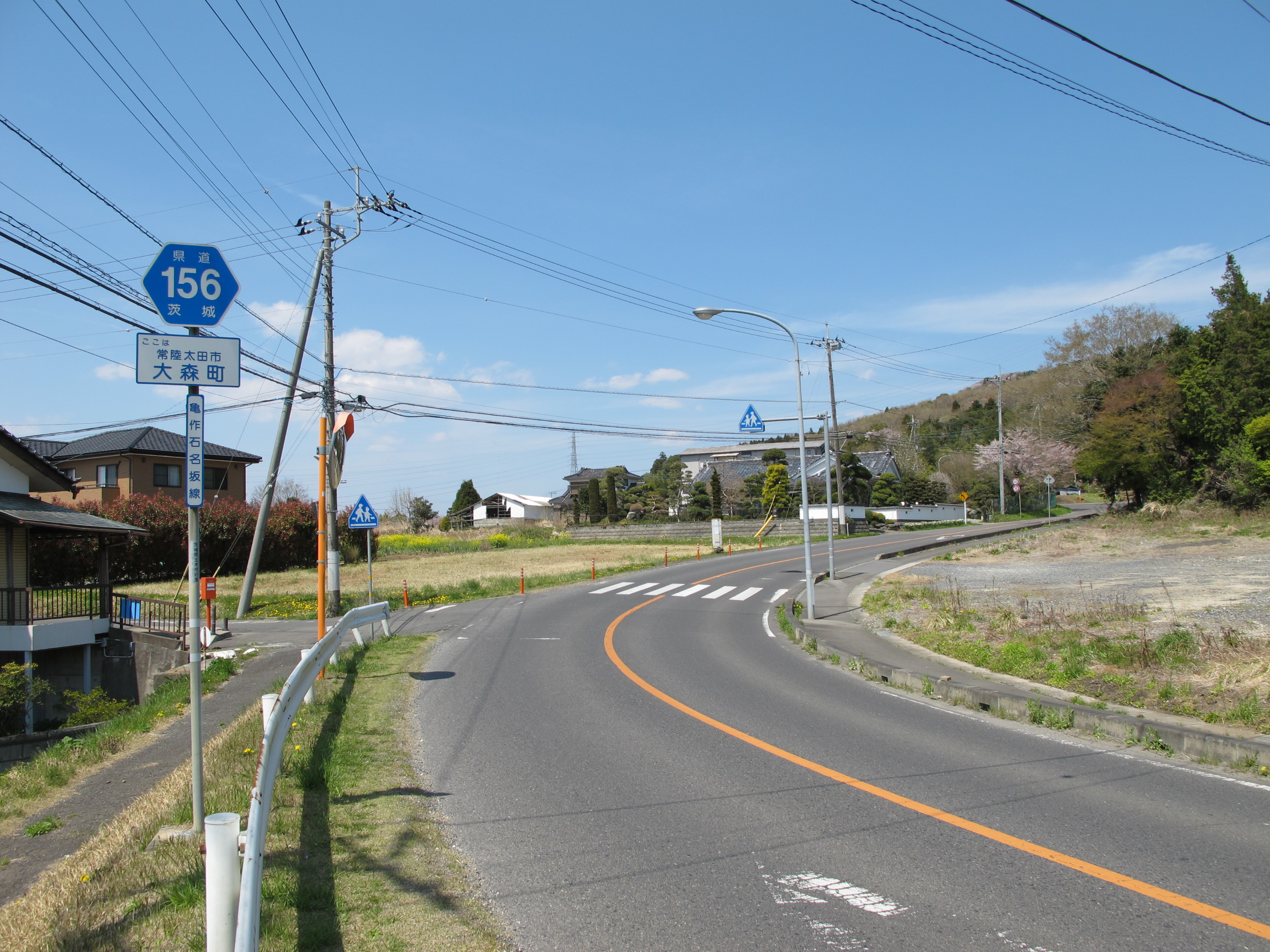
茨城県道156号亀作石名坂線
常陸太田市大森町（2014年4月）

茨城県道156号亀作石名坂線（いばらきけんどう156ごう かめざくいしなざかせん）は、茨城県常陸太田市から日立市を結ぶ県道である。

## 路線概要
- 起点：茨城県常陸太田市亀作町（茨城県道61号日立笠間線交点）[1]
- 終点：茨城県日立市石名坂町1丁目（国道6号交点）
- 総延長：5.693 km[2]
- 重用延長：なし[2]
- 未供用延長：なし[2]
- 実延長：5.693 km[2]
- 自動車交通不能区間延長[注釈 1]：なし[2]

## 歴史
1959年（昭和34年）10月14日、新たな県道として常陸太田市亀作町を起点とし、日立市石名坂町を終点とする区間を本路線とする県道亀作石名坂線として茨城県が県道路線認定した。
1995年（平成7年）に整理番号156となり現在に至る。

### 年表
- 1930年（昭和5年）2月12日：現在の路線の前身にあたる里野宮久慈線が路線認定される。
- 1959年（昭和34年）10月14日
現在の路線が路線認定される（図面対照番号134）[3]。道路の区域は、常陸太田市亀作町の県道日立常陸太田線（現在の県道日立笠間線にあたる）分岐から日立市石名坂町の一級国道六号線交点までと決定された[1]。
- 1964年（昭和39年）1月：国道6号石名坂バイパスが供用し、旧道の一部が編入される。
- 1966年（昭和41年）9月12日：日立市石名坂町作田 - 石名坂町安良屋の旧一般国道6号線の一部117.2 mを県道の区域に編入[4]。
- 1968年（昭和43年）5月13日：常陸太田市真弓町鞍懸山 - 同町字諏訪下（1.434 km）を線形改良[5]。
- 1995年（平成7年）3月30日：整理番号193から現在の番号（整理番号156）に変更される[6]。

## 地理

### 通過する自治体
- 茨城県
  - 常陸太田市 - 日立市

### 交差している道路
- 茨城県道61号日立笠間線
- 国道6号